# Zahara (chanteuse)
Ne pas confondre avec la musicienne sud-africaine Zahara
Zahara, de son nom complet María Zahara Gordillo Campos, née le 10 septembre 1983 à Úbeda, Jaén, est une chanteuse et auteure-compositrice-interprète espagnole.

## Biographie
Zahara entre à l'école publique Sebastián de Córdoba et obtient son diplôme de musique élémentaire au conservatoire de musique d'Úbeda. Elle entre ensuite à l'Institut Francisco de los Cobos (Úbeda). À l'université, elle est diplômée en éducation musicale entre Almería et Grenade. Elle épouse Alberto Moreno, directeur de Vanity Fair au Mexique et en Espagne, avec qui elle met au monde son premier enfant.
Zahara est membre depuis la fin de l'année 2011 de Sociedad Con Acento, une entreprise spécialisée dans la communication, en particulier à la prise de parole en public. Le 18 mai 2017, son deuxième livre, Trabajo, Piso, Pareja, est publié par la maison d'édition Verso&Cuento. 

## Carrière musicale

### Día 913et Zahara Eléctrica (2005-2008)

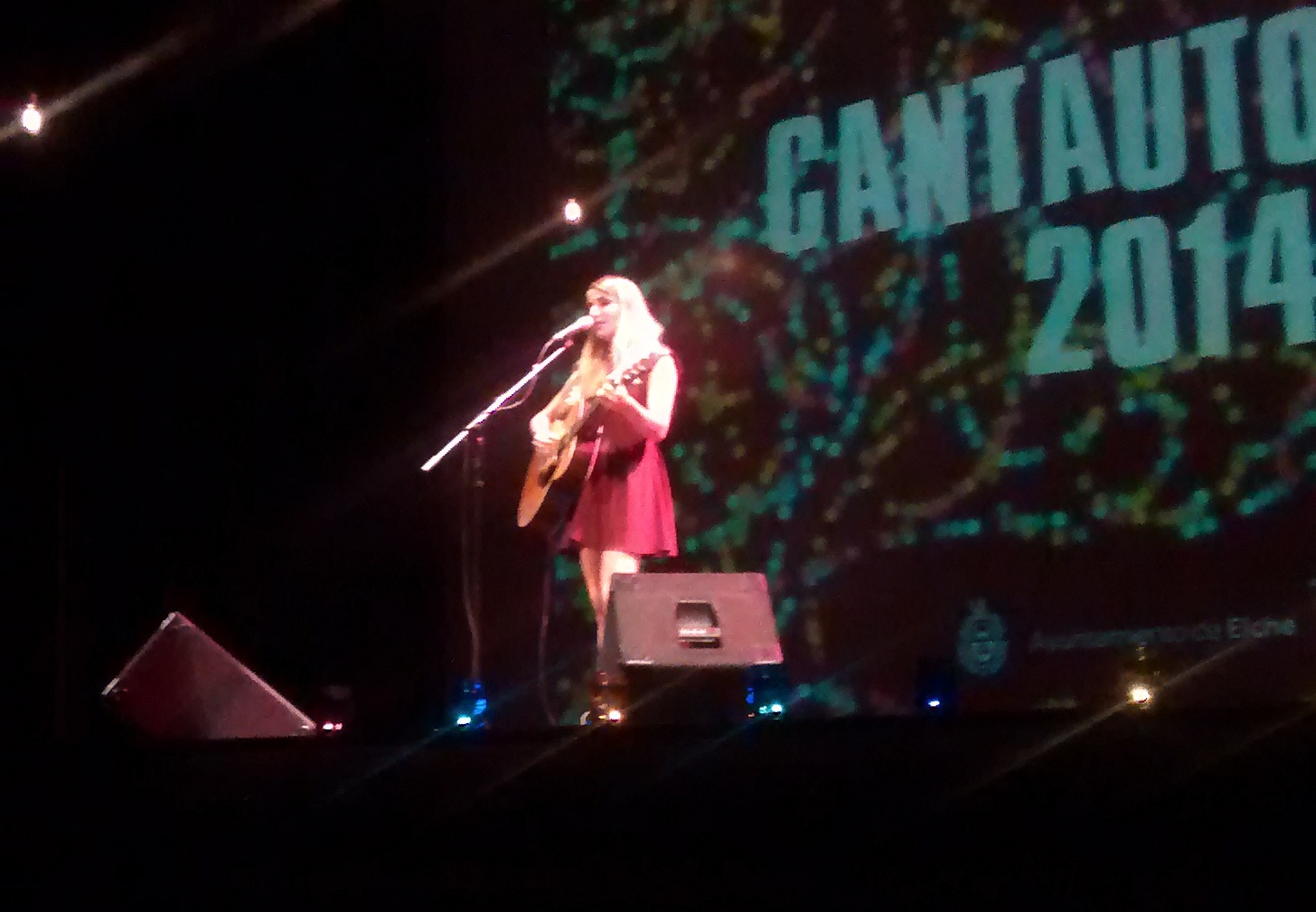
Zahara en concert (Elche, 2014).

À l'âge de 12 ans, elle compose sa première chanson intitulée Una palabra. Elle étudié le jazz, puis compose et interprète ses chansons en 1999 dans divers lieux en Espagne.
En 2005, un album intitulé Day 913 est auto-publié. La même année, Alfonso Alcalá et Pablo García, membres du groupe The Applebite, commencent à jouer avec elle ses chansons composées. À la fin de 2006, ils décident de créer un projet indépendant appelé Zahara Eléctrica, influencé par des groupes tels que Death Cab for Cutie, Maga et Smashing Pumpkins. Au début de 2007, Javier Serrano (du groupe Lostsound) les rejoint aux claviers. En février la même année, ils enregistrent une démo quatre pistes aux studios Bomtrack (Úbeda), produite par David Castro, qu’ils publient avec un grand accueil sur MySpace, et les ventes par correspondance

### La Fabulosa historia de…(2009-2010)
Le 26 mai 2009 sort son premier album studio, intitulé La Fabulosa historia de…, composé de 11 chansons, et produit par Carlos Jean et Ricky Falkner pour la maison de disques Universal Music Espana. Pendant la première semaine de sa sortie, il se classe 23e des charts espagnoles. Son single Merezco est choisi comme chanson officielle de la Vuelta a España 2009,.
En 2010, Zahara collabore à la chanson caritative promue par Carlos Jean (Ay Haiti) et à l'album hommage à Antonio Vega, El Alpinista de los sueños, sur la chanson Lucha de gigantes avec le groupe Love of Lesbian.

### La Pareja tóxica(2011-2014)
En juillet 2011, Zahara annonce son départ du label Universal et son retour à l'indépendance. Elle sort un nouvel album le 22 novembre la même année. Intitulé La Pareja tóxica, et produit par Ricky Falkner (Standstill, Egonsoda, ...), il est enregistré à La Casa Murada (Tarragone) en direct avec Ricky Falkner comme chef d'orchestre.
Cette même année, coïncidant également avec son départ d'Universal, elle commence à tourner un film basé sur l'une de ses chansons. Le titre est Leñador y la mujer América et raconte une histoire qui se déroule aux États-Unis dans les années 1980, où la chanteuse endosse le rôle d'une lycéenne pom-pom girl, qui devient folle. 

### Propre label etSanta(depuis 2015)
Au début de l'année 2015, Zahara annonce la sortie d'un nouvel album studio presque quatre ans après la sortie de La Pareja tóxica. En janvier et février 2015, Zahara commence la production et l'enregistrement de son nouvel album, Santa. La nouvelle œuvre est sortie le 21 avril 2015 sous son propre label, G.O.Z.Z. Records. Elle décide de créer son propre label du fait qu'aucune maison ne lui offrait une alternative à ce qu'elle cherchait, à savoir la sortie de l'album en édition spéciale avec des morceaux non publiés et une couverture interactive.
Cet album, coproduit par Zahara et Sergio Sastre (Miss Caffeina), il fait participer plusieurs musiciens tels que Víctor Cabezuelo (Rufus T. Firefly), Iván González (Chapo) (M Clan) et Carlos Sosa (Fuel Fandango). Pour sa part, le producteur britannique Max Dingel (The Killers, Muse, Miss Caffeina ...) est chargé de mixer l'album.

## Discographie

### Albums studio
- 1999 : Desde Úbeda
- 2001 : Hecho en casa
- 2005 : Día 913 (Fonoruz
- 2009 : La Fabulosa historia de... (Universal Music Group
- 2011 : La Pareja tóxica (Music Bus)
- 2015 : Santa (G.O.Z.Z. Records)

### Démos
- 2007 : Demo Zahara Eléctrica
- 2008 : Café-Teatro (Valladolid)
- 2008 : Demo Barcelona

### Singles promotionnels
- 2009 : Merezco
- 2009 : Funeral
- 2010 : Con las ganas
- 2010 : Pregúntale al polvo
- 2011 : Leñador y la mujer América
- 2012 : El lugar donde viene a morir el amor
- 2012 : La mujer mayúscula y el mar
- 2015 : Oh, Salvaje
- 2015 : Crash
- 2015 : El Frío
- 2016 : Caída Libre

### Autres
- 2004 : Jazzean2

### Collaborations
- Maravillas, avec Fabián Díez Cuesta sur (La Brisa leve), La Luz distinta
- Las Chicas son magníficas, avec Quique González sur Delantera Mítica
- Caleidosférico, avec Miss Cafeína sur Magnética
- Mañana, tarde y noche et Más grande que Barcelona, avec Sr. Chinarro sur Enhorabuena a los cuatro
- Lucha de gigantes, Love of Lesbian sur El Alpinista de Los Sueños: Tributo a Antonio Vega
- "Domingo Astromántico, avec Love of Lesbian sur Maniobras de escapismo
- Red Dress, avec Med Ziani sur Road to Rifland
- Au Revoir, avec Carlos Sadness sur Ciencias Celestes
- 24 de marzo, avec La Habitación Roja sur Sagradocorazón
- Tijuana demente avec Jorge Ochoa au La Santísima Trinidad Tour[8]
- Bajo voz de juramento, avec Rhajha sur Tierra Caliente

## Influences
Zahara s'est souvent associée à divers auteurs-compositeurs-interprètes folkloriques indépendants qui se sont produits en Espagne entre 2008 et 2009 et qui comprenaient, entre autres, Russian Red, Alondra Bentley, La Bien Querida, Virginia Labuat et Anni B Sweet,,,,,.

## Récompenses
- 1999 : Certamen Andaluz de Canción de Autor (Jaén)
- 2010 : Premio Guille de la « meilleure chanson d'une auteure »[15]
- 2010 : Premio de la música ; « Meilleure auteure - révélation »[16]